# Alsóhámor
Alsóhámor est un lieu-dit rattaché en 1950 à Miskolc en tant qu'ancien quartier de la localité de Hámor.